# Kajal Aggarwal
Kajal Aggarwal, née le 19 juin 1985 à Bombay, est une actrice et mannequin indienne. Elle a établi une carrière dans les industries du cinéma Tamoul et Télougou et Hindi.
Elle a fait ses débuts d'actrice avec le film Bollywood de 2004 Kyun! Ho Gaya Na ... et a eu sa première sortie de film en télougou en 2007, Lakshmi Kalyanam. La même année, elle a joué dans Chandamama, qui lui a valu la reconnaissance. Le film de fiction historique de télougou, Magadheera, a marqué un tournant dans sa carrière en 2009 et a été salué par la critique. Il se classe parmi les films télougou les plus rentables de tous les temps.
Elle a ensuite joué dans des films en télougou tels que Darling (2010), Brindavanam (2010), Mr. Perfect (2011), Businessman (2012), Naayak (2013), Baadshah (2013), Govindudu Andarivadele (2014), Temper (2015), Khaidi n ° 150 (2017), Nene Raju Nene Mantri (2017).
Kajal a également joué le rôle principal féminin dans les projets tamouls de grande envergure comme Naan Mahaan Alla (2010), Maattrraan (2012), Thuppakki (2012), Jilla (2014), Vivegam (2017) et Mersal (2017). Elle fait un retour à Bollywood avec Singham (2011) puis Special 26 (2013) qui ont été des succès.
En 2020, une figure de cire d'Aggarwal a été exposée à Madame Tussauds Singapour, ce qui en fait la première d'une actrice du cinéma sud-indien.

## Biographie
Kajal Aggarwal est née et a grandi dans une famille hindoue punjabi installée à Bombay. Son père Vinay Aggarwal, est un entrepreneur dans l'industrie textile et sa mère Suman Aggarwal est une confiseur, et aussi le chef d'entreprise de Kajal. Elle a une sœur cadette, Nisha Aggarwal, actrice de cinéma télougou, tamoul et malayalam, qui est maintenant mariée à Karan Valecha (directeur général des gymnases Golds, Asie).
Elle a étudié à St. Anne's High School, fort et a terminé ses études pré-universitaires au Jai Hind College. Elle a poursuivi ses études dans les médias de masse, avec une spécialisation en marketing et publicité, du Kishinchand Chellaram College.

## Filmographie
| Année | Film                   | Rôle                       | Langue   | Notes |
| ----- | ---------------------- | -------------------------- | -------- | --- |
| 2004  | Kyun! Ho Gaya Na...    | Soeur de Diya              | Hindi    | |
| 2007  | Lakshmi Kalyanam       | Lakshmi                    | Télougou | |
| 2007  | Chandamama             | Mahalakshmi                | Télougou | |
| 2008  | Pourudu                | Samyukhta                  | Télougou | |
| 2008  | Pazhani                | Deepti                     | Tamoul   | |
| 2008  | Aatadista              | Sunanda                    | Télougou | |
| 2008  | Saroja                 | Pooja                      | Tamoul   | Caméo apparence |
| 2008  | Bommalattam            | Anita                      | Tamoul   | |
| 2009  | Modhi Vilayadu         | L. R. Easwari              | Tamoul   | |
| 2009  | Magadheera             | Mithravindha Devi / Indira | Télougou | |
| 2009  | Ganesh Just Ganesh     | Divya                      | Télougou | |
| 2009  | Arya 2                 | Geetha                     | Télougou | |
| 2010  | Om Shanti              | Meghana                    | Télougou | |
| 2010  | Darling                | Nandini                    | Télougou | |
| 2010  | Naan Mahaan Alla       | Priya Sudharsan            | Tamoul   | |
| 2010  | Brindavanam            | Bhumi                      | Télougou | CineMAA Award de la meilleure actrice - Télougou |
| 2011  | Mr. Perfect            | Priya                      | Télougou | |
| 2011  | Veera                  | Chitti                     | Télougou | |
| 2011  | Singham                | Kaavya Bhosle              | Hindi    | |
| 2011  | Dhada                  | Rhea                       | Télougou | |
| 2012  | Businessman            | Chitra                     | Télougou | |
| 2012  | Maattrraan             | Anjali                     | Tamoul   | |
| 2012  | Thuppakki              | Nisha                      | Tamoul   | Vijay Award pour l'héroïne préférée SIIMA Award de la meilleure actrice (critiques) - Tamoul Cosmopolitan People Choice Award de la meilleure actrice |
| 2012  | Sarocharu              | Sandhya                    | Télougou | |
| 2013  | Naayak                 | Madhu                      | Télougou | |
| 2013  | Special 26             | Priya Chauhan              | Hindi    | |
| 2013  | Baadshah               | Janaki                     | Télougou | |
| 2013  | All in All Azhagu Raja | Chitra Devi Priya          | Tamoul   | |
| 2014  | Jilla                  | Shanthi                    | Tamoul   | |
| 2014  | Yevadu                 | Deepthi                    | Télougou | Caméo apparence |
| 2014  | Govindudu Andarivadele | Satya                      | Télougou | |
| 2015  | Temper                 | Shanvi                     | Télougou | |
| 2015  | Maari                  | Sridevi                    | Tamoul   | |
| 2015  | Paayum Puli            | Sowmya                     | Tamoul   | |
| 2015  | Size Zero              | Elle-même                  | Télougou | Apparition d'invité |
| 2015  | Inji Iduppazhagi       | Elle-même                  | Tamoul   | Apparition d'invité |
| 2016  | Sardaar Gabbar Singh   | Arshi                      | Télougou | |
| 2016  | Brahmotsavam           | Kasi                       | Télougou | |
| 2016  | Do Lafzon Ki Kahani    | Jenny                      | Hindi    | |
| 2016  | Janatha Garage         | Elle-même                  | Télougou | Apparence spéciale dans la chanson "Pakka Local" |
| 2016  | Kavalai Vendam         | Divya                      | Tamoul   | |
| 2017  | Khaidi No. 150         | Lakshmi                    | Télougou | |
| 2017  | Nene Raju Nene Mantri  | Radha                      | Télougou | |
| 2017  | Vivegam                | Yazhini                    | Tamoul   | |
| 2017  | Mersal                 | Anupallavi                 | Tamoul   | |
| 2018  | Awe                    | Kali                       | Télougou | |
| 2018  | MLA                    | Indu                       | Télougou | |
| 2018  | Kavacham               | Samyukta                   | Télougou | |
| 2019  | Sita                   | V. Sita Mahalakshmi        | Télougou | |
| 2019  | Ranarangam             | Geetha                     | Télougou | |
| 2019  | Comali                 | Rithika Mohan              | Tamoul   | |
| 2021  | Live Telecast          | Jennifer Matthew           | Tamoul   | Web-série |
| 2021  | Mumbai Saga            | Seema Rao                  | Hindi    | |
| 2021  | Mosagallu              | Anu                        | Télougou | |
| 2022  | Hey Sinamika           | Malarvizhi                 | Tamoul   | |
| 2023  | Ghosty                 | Aarthi                     | Tamoul   | |
| 2023  | Karungaapiyam          | Karthika                   | Tamoul   | |
| 2023  | Bhagavanth Kesari      | Dr. Kathyayani             | Télougou | |
| 2024  | Satyabama              | Satyabhama "Satya" IPS     | Télougou | |
| 2024  | Indian 2               | Dhakshayini                | Tamoul   | Caméo apparence |

## Awards et récompenses

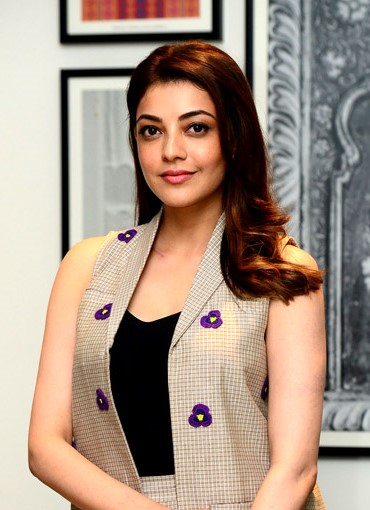
Kajal Aggarwal en 2018.

### South Indian International Movie Awards
- SIIMA Award de la meilleure actrice (critiques) - Tamoul pour Thuppakki (2012)
- Icône jeunesse du cinéma sud-indien (2013)
- SIIMA Award de la meilleure actrice - Télougou pour Nene Raju Nene Mantri (2017)

### CineMAA Awards
- CineMAA Award de la meilleure actrice - Télougou pour Brindaavanam (2010)
- CineMAA Award de la meilleure actrice -Tamoul pour Thuppakki (2012)

### Vijay Awards
- Vijay Award pour l'héroïne préférée pour Thuppakki (2012)

### Cosmopolitan Awards
- Cosmopolitan People Choice Award de la meilleure actrice - Thuppakki (2012)

### Edison Awards
- La magnifique Belle de l'année (2016)

### Zee Telugu Apsara Awards
- Femina Penn Shakti Awards (2013)
- Femina Power List South (2016)
- Icône de la mode de l'année et célébrité féminine la plus populaire sur les réseaux sociaux (2016)
- Zee Télougou Golden Awards de la meilleure actrice (2017)
- Hyderabad Times les femmes les plus désirables -Télougou (2016)
- Actrice de la décennie (2017)
- Meilleure actrice (2017)